# Lilli (Anija)
Lilli is een plaats in de Estlandse gemeente Anija, provincie Harjumaa. De plaats heeft de status van dorp (Estisch: küla).

## Bevolking
Het dorp had 97 inwoners op 31 december 2011 en 82 inwoners op 31 december 2021.